# Бросно (озеро)
Бро́сно — озеро в Андреапольському районі на північному заході Тверської області Росії. Озеро належить до басейну Західної Двіни і Балтійського моря.
Бросно має площу 7, 21 км², довжину 10,8 км, максимальну ширина — 4 км, середню ширину — 2 км. Найбільша глибина озера становить 41,5 м, середня глибина — 17 м. Висота над рівнем моря — 243,2 м. Походження озера — улоговинне.
Форма озера — витягнута з півночі на південь. У центральній частині озера у західному березі знаходиться великий залив, біля якого розташовані села Дядькіно, Гущіно і Бросно. Береги озера сухі, більш високі на заході, низовинні на сході, вкриті ялиново-сосновими та березовими лісами. На півночі та заході озера розташовані сільськогосподарські угіддя та кілька сіл. Озеро Бросно та його околиці — популярне місце риболовлі та полювання.
Кілометром північніше Бросно розташовується озеро Волкото, з якого витікає річка Волкота. До цієї ріки впадає вузька протока, джерело/витік якої міститься у північній частині Бросно. Також Бросно з'єднується протоками з двома сусідніми озерами: Долоссо (на заході) і Бойно (на півдні). Озеро Долосець на північний захід від Бросно належить вже до басейну ріки Ловать, тут проходить вододіл Неви та Західної Двіни.
Озеро знамените тим, що згідно з легендами і численними твердженнями місцевих мешканців, у ньому нібито мешкає криптид, відомий як «Бросненське чудовисько». Виникнення подібних історій пояснюють процесами гниття на дні озера, що призводять до утворення великих бульбашок сірководню, котрі підіймаються на поверхню.